# New York, New York
New York, New York ist ein US-amerikanischer Musikfilm aus dem Jahr 1977. Regie führte Martin Scorsese. Der Film spielt im New York City der 1940er Jahre und ist laut Regisseur ein „Film-Noir-Musical“. Die Hauptrollen spielen Liza Minnelli und Robert De Niro. Der Film war 1978 für vier Golden Globes nominiert.

## Handlung
Der Film beginnt im August 1945 in New York City. Die Millionenstadt feiert frenetisch die Kapitulation Japans. In einem Tanzpalast, wo Tommy Dorsey Orchestra spielt, macht sich der gerade aus der Army entlassene Tenorsaxophonist Jimmy Doyle an die junge Francine Evans heran. Sie hat im Krieg bei der Truppenbetreuung getingelt und hofft jetzt auf eine Karriere als Sängerin. Francine zeigt sich spröde, aber Jimmy lässt nicht locker. Beide kommen in der Band von Frankie Harte unter, die Jimmy später übernimmt.
Eines Nachts schleppt er Francine zum Friedensrichter, man heiratet. Bald zeigt sich jedoch, dass die Karrierevorstellungen der beiden nicht miteinander zu vereinbaren sind. Francine macht Plattenaufnahmen, die Jimmy nicht mag; er spielt mit seinen schwarzen Lehrmeistern aggressiven Bebop in Harlem. Man trennt sich; zuerst auf der Bühne, dann auch von Tisch und Bett. Francine wird ein gefeierter Hollywoodstar, Jimmy bringt es zum erfolgreichen Nachtclub-Besitzer. Als sie sich schließlich noch einmal treffen, verabreden sie ein Rendezvous, von dem beide aber wissen, dass es nicht stattfinden wird.

## Hintergrund
New York, New York war Liza Minnellis erster und einziger Film, den sie direkt in Hollywood in den MGM-Studios drehte. Scorsese sah ihn als Hommage an die Blütezeit des Filmmusicals und inszenierte ihn deshalb mit Dekorationen und Kunstbauten im Stil der 1940er Jahre. Beim Drehbuch legte er Wert auf Minnellis und De Niros Improvisationstalent; De Niro nahm für den Film Saxophonunterricht. Robert De Niro lernte Saxophon bei Georgie Auld, einem Veteranen der Swing-Größen Artie Shaw und Benny Goodman. Auld spielte im Film außerdem den Bandleader Frankie Hart. De Niro beanspruchte Aulds Zeit so sehr, dass sich der Musiker wie ein „Sklave“ fühlte, und seine Frau befürchtete, der Schauspieler würde ihnen mit dem Instrument sogar ins Bett folgen. Auld nahm die Saxophonparts für den Film auf, und De Niro spielte sie am Set nur nach. Auld stand dabei außerhalb der Kamera und machte eine durchgestrichene Handbewegung, wenn De Niro einen Fehler in der Grifftechnik oder Atmung machte. Der kommerzielle Misserfolg von Minnellis vorangegangenen Filmen Abenteurer auf der Lucky Lady und Nur eine Frage der Zeit erhöhte den Druck auf New York, New York. Minnelli konstatierte ihre Hoffnung auf einen Filmhit mit den Worten: „Du darfst dir in Hollywood keine drei Flops hintereinander erlauben.“ Trotz nahezu einstimmig begeisterter Kritiken im Voraus – die Philadelphia Daily News nannte den Film eine „überragende Leistung“ – konnte New York, New York seine Produktionskosten nicht einspielen. Das Publikum hatte ein Gute-Laune-Musical erwartet und empfand den Film außerdem als zu lang. Wie Scott Schechter hervorhebt, habe dieser dritte Flop in Folge Minnellis Karriere als Filmstar zum Stillstand gebracht.

## Rezeption
Die schauspielerischen Leistungen von Minnelli und De Niro sowie die Kostüme und Ausstattung wurden von der Kritik überwiegend gelobt; die Philadelphia Daily News schwärmte vom „Film des Jahres“.
- Lexikon des internationalen Films: Aufwendiges Melodram aus dem New Yorker Nachtleben, inszeniert als nostalgische Hommage an die Ästhetik des alten Broadway-Showbusiness, die hier respekt- und liebevoll stilisiert wird. […] Mit viel Liebe zum atmosphärischen und musikalischen Detail gestaltet; hervorragend gespielt.[5]

- Hans-Christoph Blumenberg am 9. September 1977 in der Zeit: Ein schwarzes Musical hat Martin Scorsese „New York, New York“ genannt: einerseits eine opulente Hommage an das Genre von „Singin' in the Rain“ in seiner ganzen überlebensgroßen Künstlichkeit, andererseits das bedrängend realistische Porträt einer Lebens- und Ehekrise. Doch die Synthese dieser Elemente ist Scorsese nicht ganz geglückt: zumal im letzten Drittel entwickelt sich der Film zu einer klischeereich schmachtenden Show-Business-Tragödie.[6]

## Theme from New York, New York
Das von Fred Ebb und John Kander geschriebene Titellied (exakter Songtitel: Theme from New York, New York), das von Liza Minnelli gegen Ende des Films interpretiert wird, erlangte seine internationale Bekanntheit vor allem durch Frank Sinatra, der es ab Oktober 1978 bis zu seinen letzten Auftritten im Dezember 1994 durchgehend in seinem Konzertrepertoire führte. Am 19. September 1979 spielte Sinatra das Lied mit einem Arrangement von Don Costa für sein Reprise-Album Trilogy: Past-Present-Future im Studio ein und veröffentlichte es nach Erscheinen des Albums im März 1980 auch als Single. Diese Aufnahme gilt seither als inoffizielle Hymne der Stadt New York.
1993 brachte Sinatra bei Capitol auf seinem Album Duets eine Neuaufnahme des Stücks als Duett mit Tony Bennett heraus; bei mehreren Gelegenheiten in den 1980er und 1990er Jahren sang Sinatra das Stück auf der Konzertbühne auch gemeinsam mit Liza Minnelli. Minnelli hat mehrere eigene Live-Versionen veröffentlicht, unter anderem auf ihren in New York entstandenen Alben Liza Minnelli: At Carnegie Hall (1987) und Liza Live from Radio City Music Hall (1992), und führt das Stück weiterhin in ihrem Konzertrepertoire.
Theme from New York, New York ist nicht mit dem Lied New York, New York von Leonard Bernstein, Betty Comden und Adolph Green aus dem Musical On the Town zu verwechseln, das Sinatra bei dessen Verfilmung 1949 sang und das Minnelli später ebenfalls interpretierte. Bei einigen Konzerten der frühen 1980er Jahre kombinierte Sinatra beide Songs, indem er zunächst die ersten Zeilen von New York, New York sang und dann zu Theme from New York, New York überleitete.
Zur Unterscheidung: Der Song aus On The Town beginnt mit den Worten „New York, New York, it’s a helluva town / The Bronx is up and the Battery’s down...“, wohingegen die ersten Worte des Kander/Ebb-Titels lauten: „Start spreadin’ the news, I’m leaving today / I want to be a part of it: New York, New York.“
Das Lied wird seit den 1980ern bei der Lufthansa im Landeanflug auf New York City gespielt.